# Apyretina
Apyretina is een geslacht van spinnen uit de  familie van de Thomisidae (krabspinnen).

## Soorten
- Apyretina catenulata (Simon, 1903)
- Apyretina nigra (Simon, 1903)
- Apyretina pentagona (Simon, 1895)
- Apyretina quinquenotata (Simon, 1903)
- Apyretina tessera (Simon, 1903)